# Schergenbuck mit Schloss Neidstein

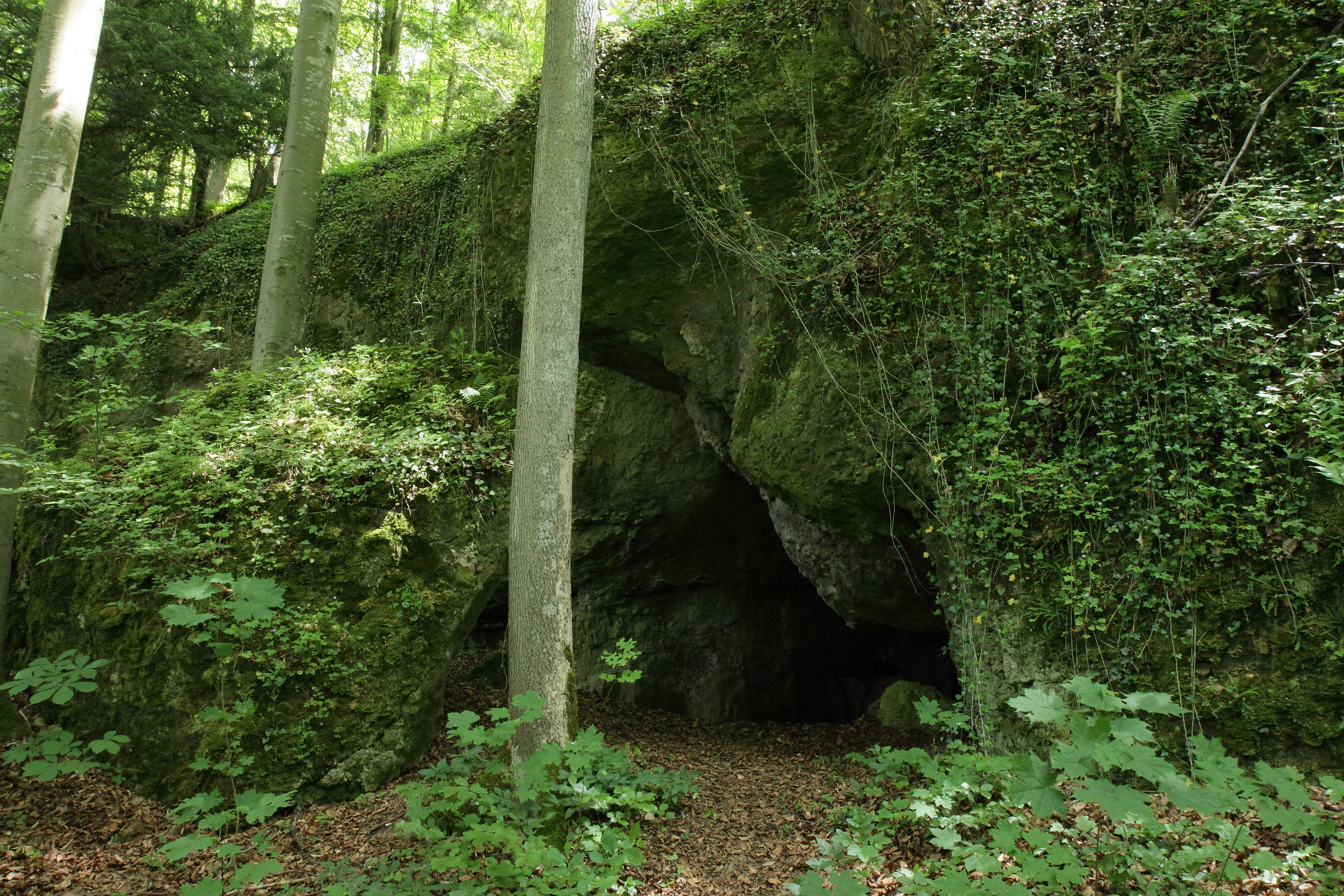
Die Karsthöhle Vogelloch im Naturschutzgebiet

Der Schergenbuck mit Schloss Neidstein ist ein Naturschutzgebiet in Etzelwang im Oberpfälzer Landkreis Amberg-Sulzbach in Bayern.
Das Naturschutzgebiet befindet sich 1,5 Kilometer nordwestlich von Neukirchen. Es liegt im Naturpark Fränkische Schweiz-Veldensteiner Forst und ist Bestandteil des Landschaftsschutzgebietes LSG innerhalb des Naturparks Fränkische Schweiz – Veldensteiner Forst (ehemals Schutzzone).
Das rund 18 Hektar große Areal mit dem Schloss Neidstein ist ein landeskulturell bedeutsamer Höhenrücken. Der Schergenbuck weist einen artenreichen Laubwaldbestand mit natürlichen Vorkommen der größtenteils wegen ihrer Giftigkeit ausgerotteten Eibe auf.
Das Gebiet wurde am 16. Juli 1973 unter Naturschutz gestellt.